# Liste des entraîneurs du Raja Club Athletic
Pour un article plus général, voir Raja Club Athletic.
Cet article représente la liste des entraîneurs et des assistants de la section football du Raja Club Athletic, club omnisports marocain basé à Casablanca.

## Entraîneurs

### Historique
Mohamed Naoui a été entraîneur-joueur du Raja entre 1949 et 1951, et reste le seul à avoir occupé cette fonction. Le premier vrai entraîneur est Abdelkader Jalal qui est nommé en 1951 et qui exercera ce rôle jusqu'en 1956. En septembre 1956, Kacem Kacemi qui au terme de trois victoires aux matchs de barrage, qualifie l'équipe en première division. Le Raja fut ainsi la première équipe à y accéder, du fait que leur dernier match fut joué à 8h30.
L'entraîneur qui est resté en poste le plus longtemps est le Père Jégo, il a occupé le banc du Raja trois fois durant 11 ans entre 1957 et 1965, entre 1965 et 1967 et entre 1968 et 1969. L'entraîneur le plus titré de l'histoire du club est Oscar Fulloné avec six trophées, cinq remportés entre 1998 et 2000, et un entre 2005 et 2006.
Le Père Jégo, Mohamed Tibari, Alexandru Moldovan, M'hamed Fakhir et José Romão sont les seuls à avoir entraîné l'équipe à trois reprises ou plus (hors mandats en intérim). C'est avec Mohamed Tibari que les Verts remportent le premier titre de leur histoire, la Coupe du trône 1974, tandis que Fernando Cabrita est l'artisan du premier championnat en 1988. Le Raja décroche ensuite sa première Ligue des champions avec Rabah Saâdane en 1989, sa deuxième avec Vahid Halilhodžić en 1997 et s'empare de sa troisième étoile avec Oscar Fullone en 1999.

### Chronologie

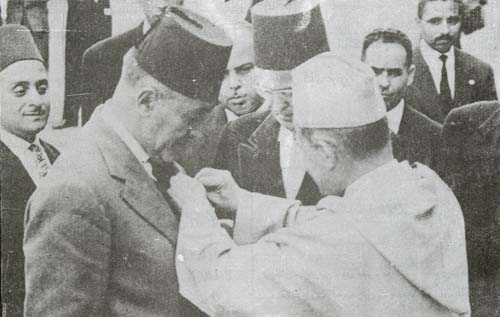
Le Père Jégo, figure emblématique du Raja et instaurateur de son style de jeu, il l'a entraîné durant plus de 11 ans. Il est ici décoré par le roi Mohammed V en tant qu'entraîneur du Raja en 1957.

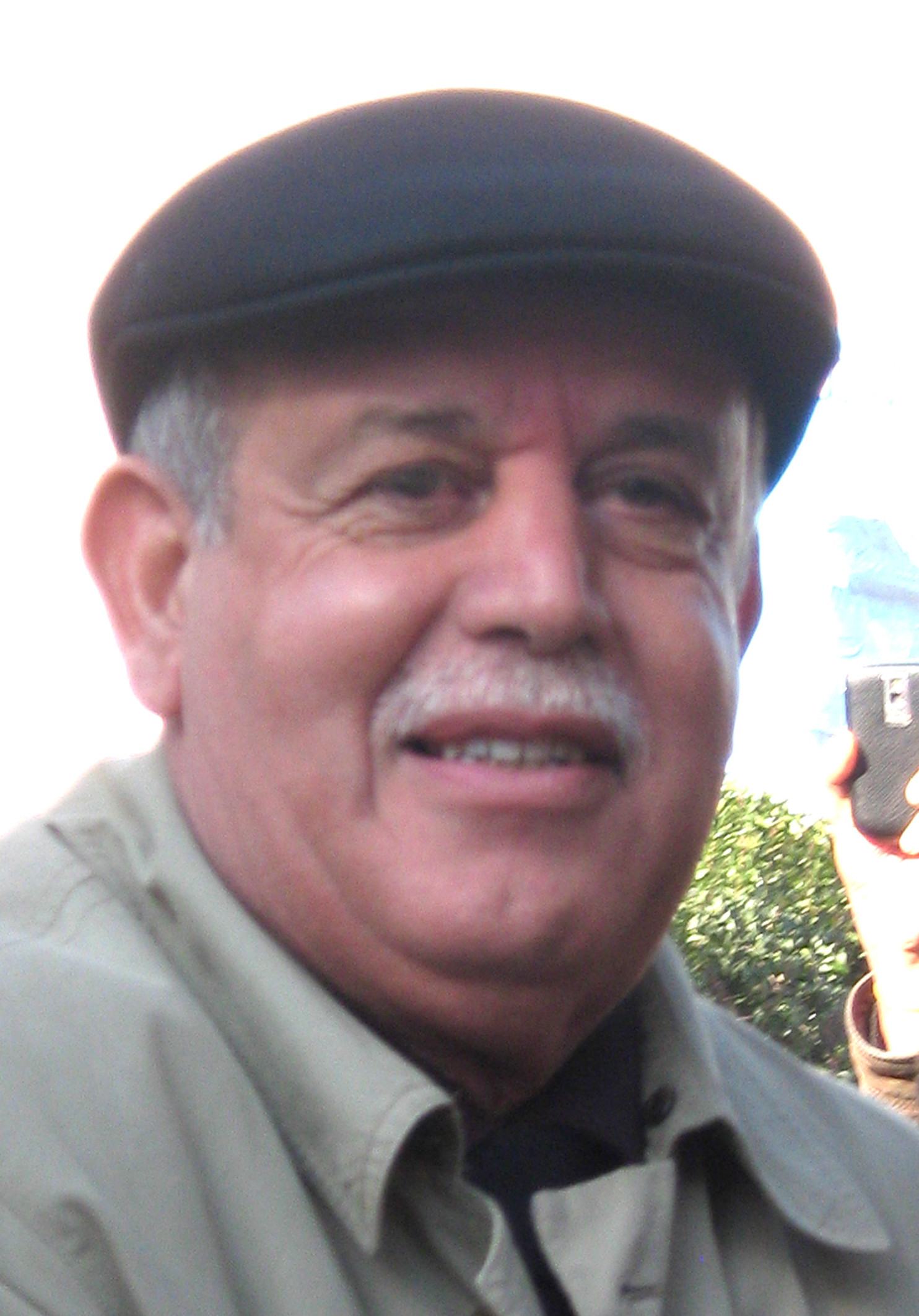
Rabah Saâdane, vainqueur de la première Ligue des champions en 1989.

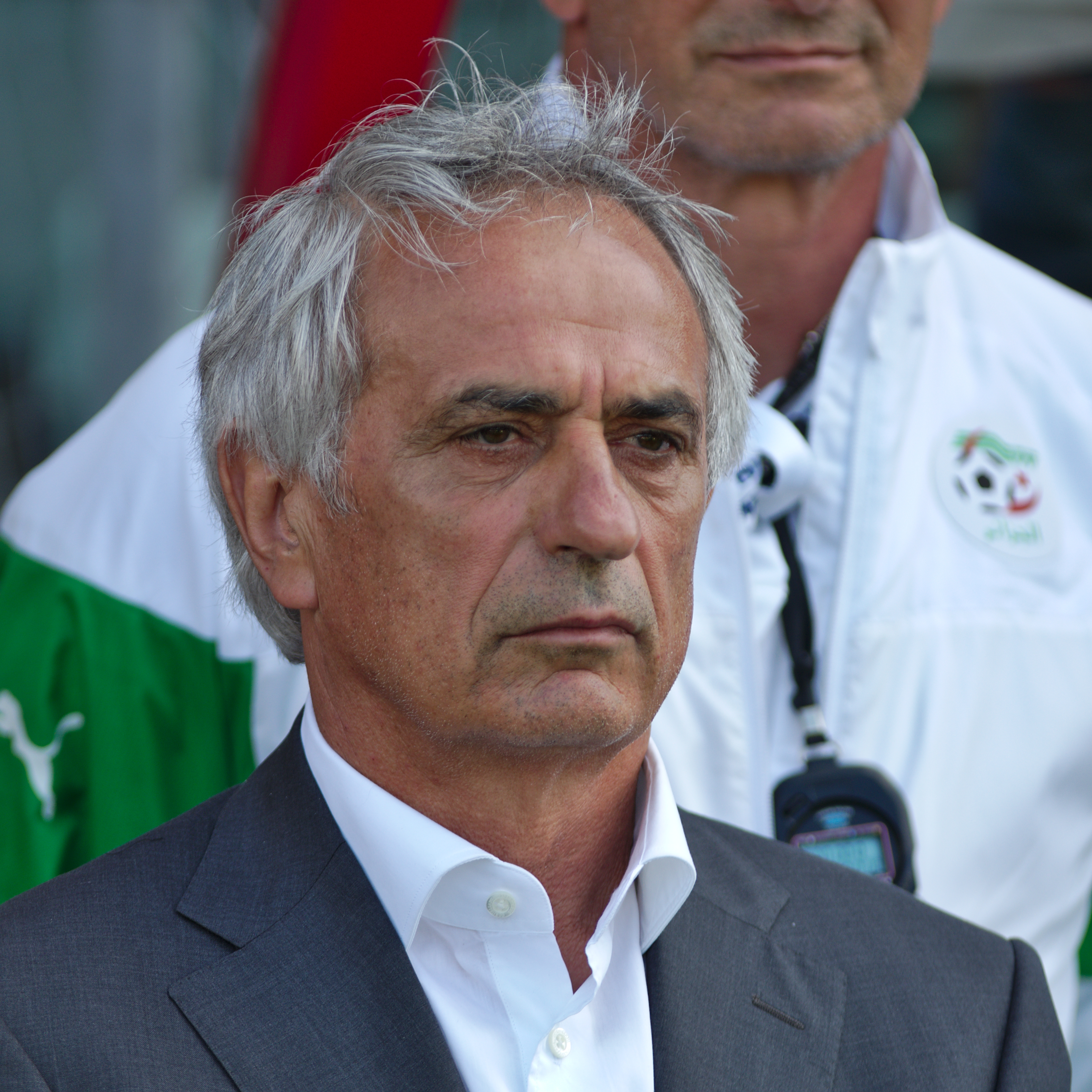
Vahid Halilhodžić, vainqueur du premier doublé Championnat-Ligue des champions en 1998.

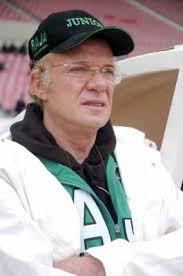
Oscar Fulloné est l'entraîneur le plus titré du club avec 6 titres en trois saisons.

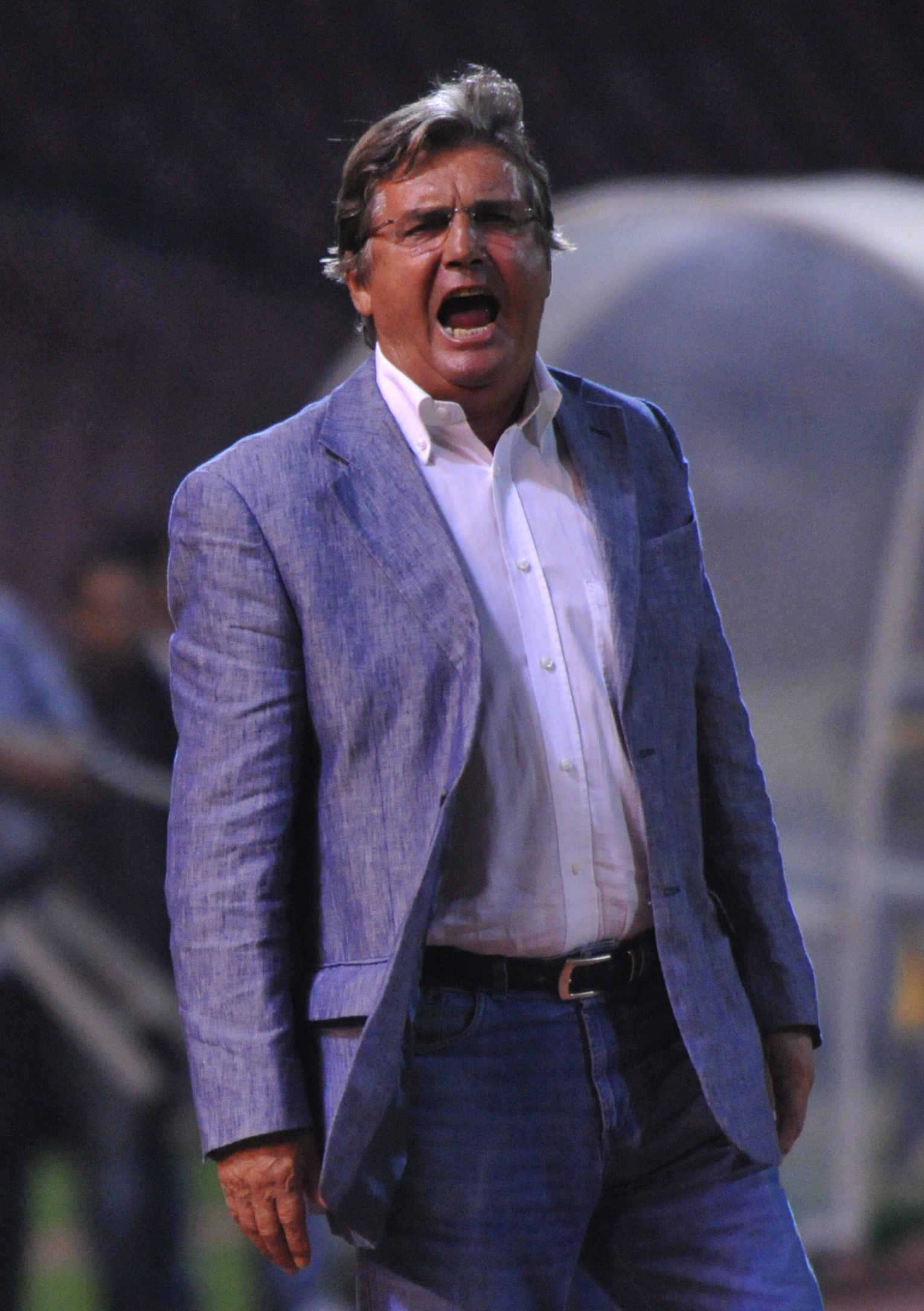
Henri Michel, vainqueur de la Coupe de la CAF 2003.

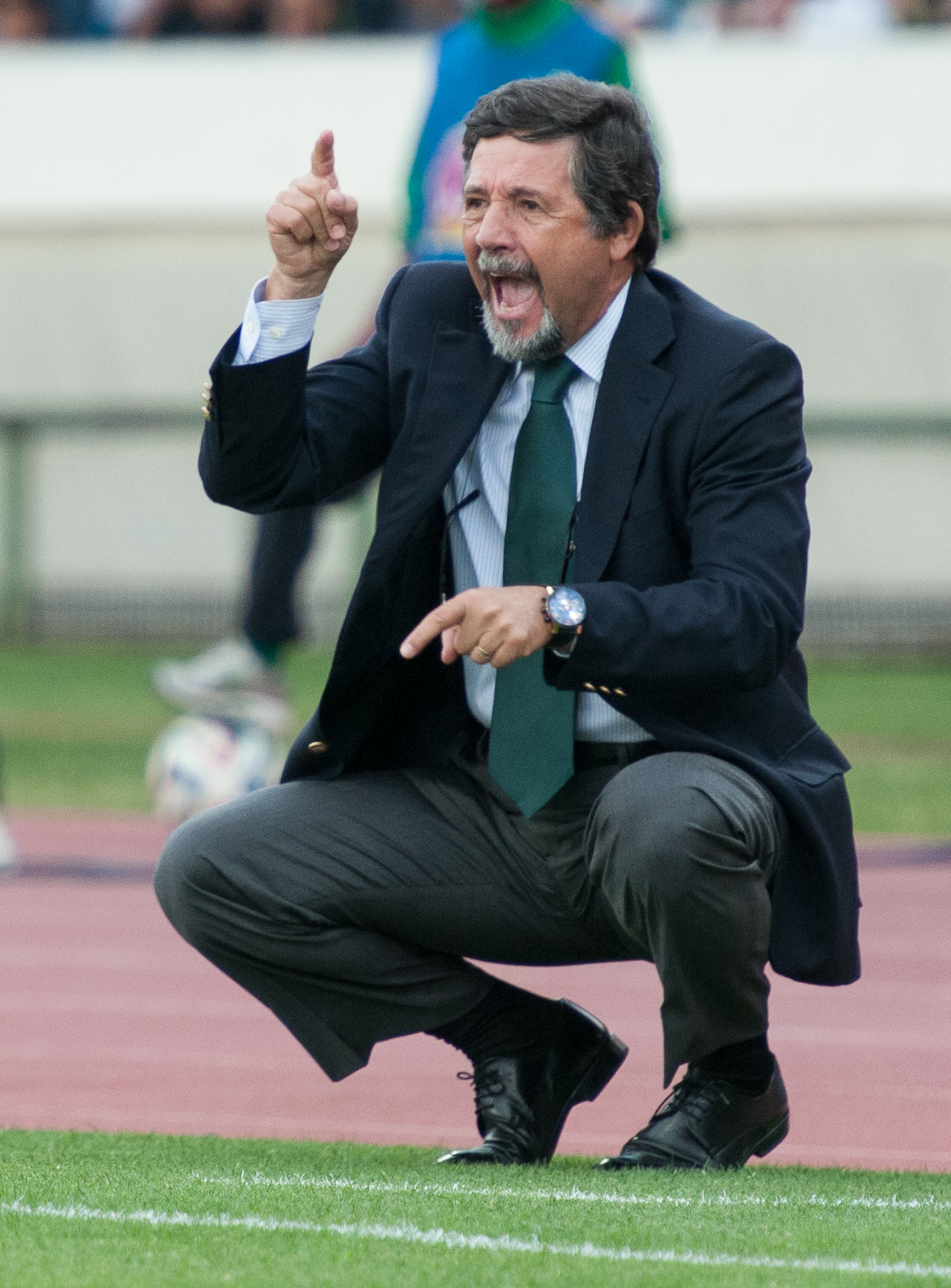
José Romão, le troisième entraîneur portugais vainqueur du championnat avec le Raja.

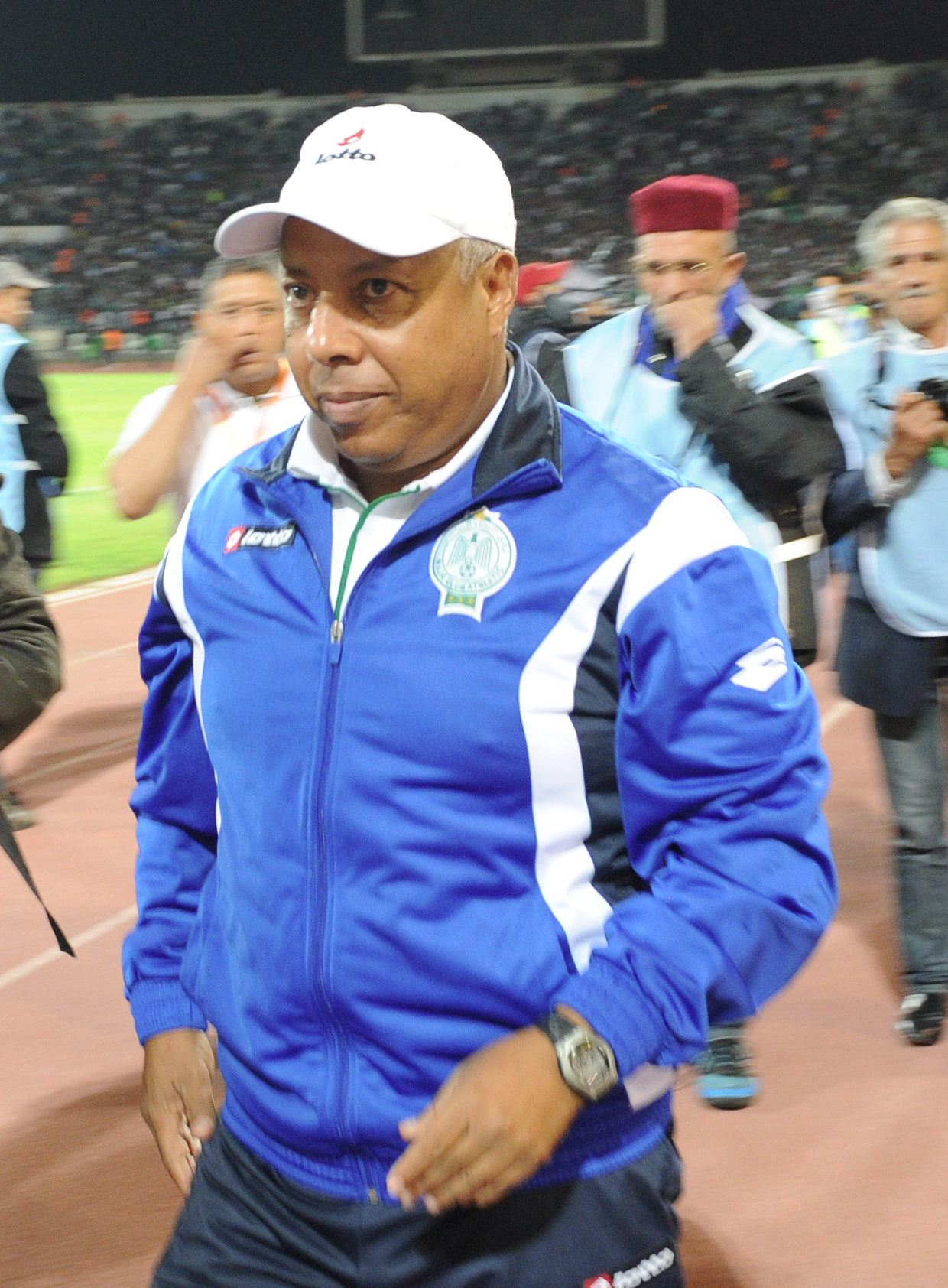
M'hamed Fakhir est l'entraîneur marocain le plus titré du club avec 4 titres

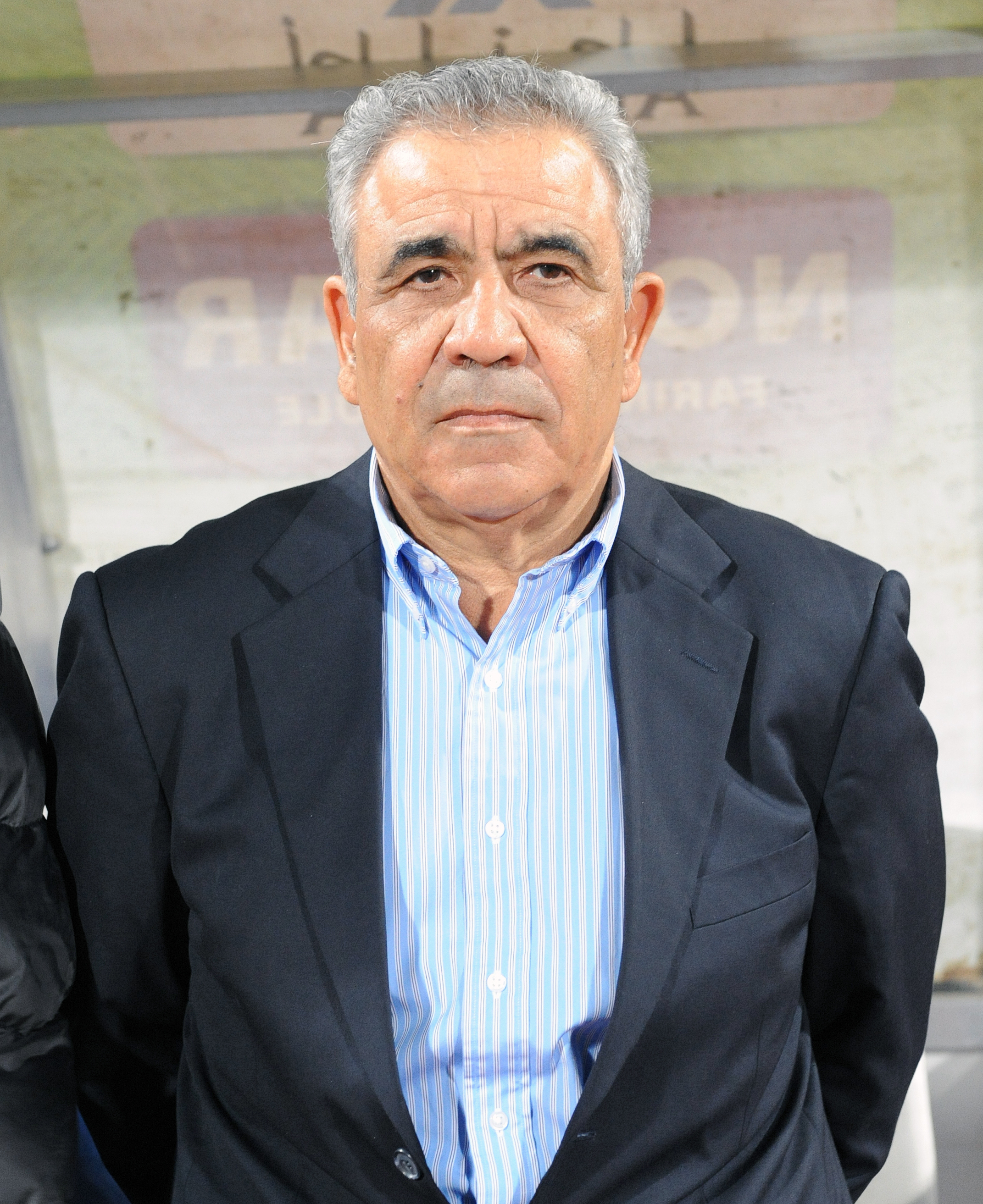
Faouzi Benzarti arrive quelques jours avant le Mondial 2013 et atteint la finale.

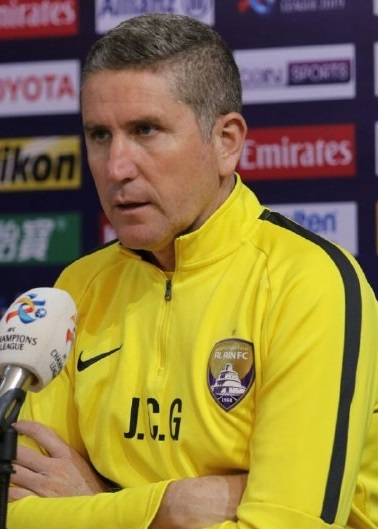
Juan Carlos Garrido remporte la Coupe du trône 2017 et la Coupe de la confédération 2018, premier titre continental du Raja depuis 15 ans.

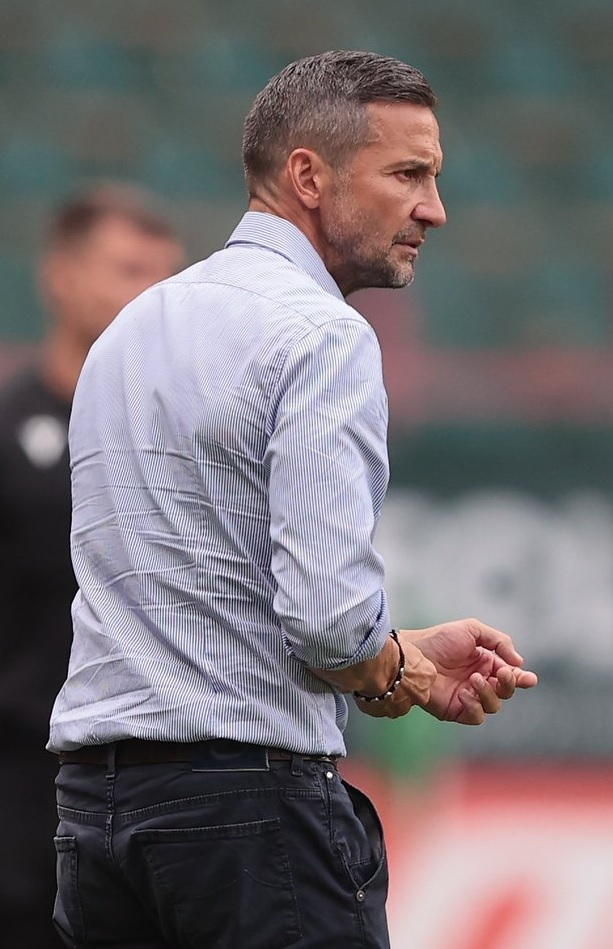
Josef Zinnbauer remporte le doublé historique de 2024

Le tableau suivant présente la liste chronologique des techniciens ayant exercé comme entraîneur principal de l'équipe première du Raja CA.
| Nº. | Entraîneur                        | Nationalité        | Début             | Fin               |
| --- | --------------------------------- | ------------------ | ----------------- | ----------------- |
| 1   | Mohamed Naoui (entraîneur-joueur) | Maroc              | 20 mars 1949      | novembre 1951     |
| 2   | Abdelkader Jalal                  | Maroc              | novembre 1951     | septembre 1956    |
| 3   | Kacem Kacemi                      | Maroc              | septembre 1956    | septembre 1956    |
| -   | Abdelkader Jalal (intérim.)       | Maroc              | septembre 1956    | janvier 1957      |
| 4   | Père Jégo                         | Maroc              | janvier 1957      | 1965              |
| 5   | Larbi Ben Barek                   | Maroc              | 1965              | 1965              |
| -   | Père Jégo                         | Maroc              | 1965              | 1967              |
| 6   | Mohamed Jabrane (intérim.)        | Maroc              | 1967              | 1967              |
| 7   | Abdelhak El Kadmiri               | Maroc              | 1967              | 1968              |
| -   | Père Jégo                         | Maroc              | 1968              | 1969              |
| 8   | Abderrahman Mahjoub               | Maroc              | 1969              | 1970              |
| 9   | Abdelkader Lakhmiri               | Maroc              | 1970              | 1971              |
| 10  | Pál Orosz                         | Hongrie            | 1971              | 1973              |
| 11  | Mohamed Roudani                   | Maroc              | 1973              | 1973              |
| 12  | Mohamed Tibari                    | Maroc              | 1973              | 1975              |
| 13  | Petre Mindru                      | Roumanie           | 1975              | 1976              |
| 14  | Iva Tachkov                       | Bulgarie           | 1976              | 1978              |
| 15  | Houmane Jarir                     | Maroc              | 1978              | 1979              |
| -   | Mohamed Tibari                    | Maroc              | 1979              | 1980              |
| -   | Pál Orosz                         | Hongrie            | 1980              | 1981              |
| 16  | Mustapha Bettache                 | Maroc              | 1981              | 1981              |
| -   | Mohamed Tibari                    | Maroc              | 1981              | 1982              |
| -   | Houmane Jarir                     | Maroc              | 1982              | 1983              |
| -   | Iva Tachkov                       | Bulgarie           | 1983              | 1984              |
| 17  | Ion Motroc                        | Roumanie           | 1984              | 1985              |
| 18  | Mohamed Ammari                    | Maroc              | 1985              | 1986              |
| 19  | Hassan Hormat Allah               | Maroc              | 1986              | 1986              |
| -   | Mohamed Ammari                    | Maroc              | 1986              | 1987              |
| 20  | Fernando Cabrita                  | Portugal           | juillet 1987      | février 1989      |
| 21  | Rabah Saâdane                     | Algérie            | février 1989      | 6 mai 1990        |
| 22  | M'hamed Fakhir (intérim.)         | Maroc              | 7 mai 1990        | juin 1990         |
| -   | Fernando Cabrita                  | Portugal           | juin 1990         | février 1991      |
| 23  | Abdellah Settati                  | Maroc              | février 1991      | mars 1991         |
| -   | M'hamed Fakhir (intérim.)         | Maroc              | mars 1991         | avril 1991        |
| -   | Fernando Cabrita                  | Portugal           | avril 1991        | février 1992      |
| 24  | Mohamed Nejmi (intérim.)          | Maroc              | février 1992      | mars 1992         |
| 25  | Abdellah Blinda                   | Maroc              | mars 1992         | juin 1992         |
| 26  | Valentin Ivanov                   | Russie             | juin 1992         | mars 1993         |
| -   | M'hamed Fakhir                    | Maroc              | mars 1993         | juin 1993         |
| 27  | Meziane Ighil                     | Algérie            | juin 1993         | juin 1994         |
| 28  | Jean Thissen                      | Belgique           | juin 1994         | juin 1995         |
| 29  | Ievgueni Rogov                    | Russie             | juin 1995         | février 1996      |
| -   | M'hamed Fakhir (intérim.)         | Maroc              | février 1996      | avril 1996        |
| -   | Modèle:Said Rezki U 17            | Maroc              | avril 1996        | juin 1996         |
| 30  | Victor Razamovski                 | Russie             | juillet 1996      | septembre 1996    |
| -   | Rabah Saâdane                     | Algérie            | septembre 1996    | octobre 1996      |
| 31  | Alexandru Moldovan                | Roumanie           | octobre 1996      | juillet 1997      |
| -   | Mohamed Ammari                    | Maroc              | juillet 1997      | octobre 1997      |
| 32  | Hamid Bouchetta (intérim.)        | Maroc              | octobre 1997      | novembre 1997     |
| 33  | Vahid Halilhodžić                 | Bosnie-Herzégovine | novembre 1997     | juin 1998         |
| 34  | Slavoljub Muslin                  | Serbie             | juin 1998         | novembre 1998     |
| 35  | Oscar Fulloné                     | Argentine          | novembre 1998     | janvier 2000      |
| 36  | Fathi Jamal (intérim.)            | Maroc              | janvier 2000      | février 2000      |
| -   | Oscar Fulloné                     | Argentine          | février 2000      | juin 2000         |
| -   | Fathi Jamal (intérim.)            | Maroc              | juin 2000         | 14 août 2000      |
| 37  | Valdeir Vieira                    | Brésil             | 14 août 2000      | 3 novembre 2000   |
| -   | Alexandru Moldovan                | Roumanie           | 4 novembre 2000   | 5 mars 2001       |
| 38  | Silvester Takač                   | Serbie             | 5 mars 2001       | 28 mai 2001       |
| -   | Mohamed Nejmi (intérim.)          | Maroc              | 28 mai 2001       | 10 juin 2001      |
| -   | Fathi Jamal (intérim.)            | Maroc              | 10 juin 2001      | 16 septembre 2001 |
| 39  | Yuri Sebastienko (en)             | Ukraine            | 16 septembre 2001 | 4 octobre 2001    |
| -   | Fathi Jamal (intérim.)            | Maroc              | 4 octobre 2001    | 28 novembre 2001  |
| -   | Mohamed Nejmi (intérim.)          | Maroc              | 28 novembre 2001  | 7 janvier 2002    |
| 40  | Walter Meeuws                     | Belgique           | 7 janvier 2002    | 28 janvier 2003   |
| 41  | Henri Michel                      | France             | 30 janvier 2003   | 11 mars 2004      |
| 42  | Acácio Casimiro (en)              | Portugal           | 11 mars 2004      | 2 juillet 2004    |
| 43  | Alain Fiard                       | France             | 2 juillet 2004    | 23 novembre 2004  |
| -   | Mohamed Nejmi (intérim.)          | Maroc              | 23 novembre 2004  | 8 décembre 2004   |
| 44  | Henri Stambouli                   | France             | 8 décembre 2004   | 15 juillet 2005   |
| -   | Alexandru Moldovan                | Roumanie           | 15 juillet 2005   | 18 octobre 2005   |
| 45  | Jamal Sellami (intérim.)          | Maroc              | 18 octobre 2005   | 20 décembre 2005  |
| -   | Oscar Fulloné                     | Argentine          | 20 décembre 2005  | 16 novembre 2006  |
| 46  | Redouane Hajry (intérim.)         | Maroc              | 16 novembre 2006  | 6 décembre 2006   |
| 47  | Paco Fortes                       | Espagne            | 6 décembre 2006   | 3 avril 2007      |
| -   | Mohamed Nejmi (intérim.)          | Maroc              | 3 avril 2007      | 12 juin 2007      |
| 48  | Jean-Yves Chay                    | France             | 12 juin 2007      | 18 mai 2008       |
| 49  | José Romão                        | Portugal           | 22 mai 2008       | 30 juin 2009      |
| 50  | Carlos Mozer                      | Brésil             | 6 juillet 2009    | 19 octobre 2009   |
| -   | José Romão                        | Portugal           | 20 octobre 2009   | 12 juin 2010      |
| -   | Henri Michel                      | France             | 13 juin 2010      | 6 octobre 2010    |
| -   | M'hamed Fakhir                    | Maroc              | 11 octobre 2010   | 8 juillet 2011    |
| 51  | Ilie Balaci                       | Roumanie           | 14 juillet 2011   | 15 septembre 2011 |
| 52  | Abdellatif Jrindou (intérim.)     | Maroc              | 15 septembre 2011 | 24 septembre 2011 |
| 53  | Bertrand Marchand                 | France             | 24 septembre 2011 | 8 juin 2012       |
| -   | M'hamed Fakhir                    | Maroc              | 10 juin 2012      | 28 novembre 2013  |
| 54  | Hilal Et-tair                     | Maroc              | 28 novembre 2013  | 6 décembre 2013   |
| 55  | Faouzi Benzarti                   | Tunisie            | 6 décembre 2013   | 28 mai 2014       |
| 56  | Abdelhak Benchikha                | Algérie            | 1er juin 2014     | 23 septembre 2014 |
| -   | José Romão                        | Portugal           | 24 septembre 2014 | 4 mai 2015        |
| -   | Fathi Jamal (intérim.)            | Maroc              | 5 mai 2015        | 11 juin 2015      |
| 57  | Ruud Krol                         | Pays-Bas           | 12 juin 2015      | 4 novembre 2015   |
| 58  | Rachid Taoussi                    | Maroc              | 5 novembre 2015   | 13 juillet 2016   |
| -   | M'hamed Fakhir                    | Maroc              | 9 août 2016       | 25 mai 2017       |
| -   | Abdelhak Benchikha                | Algérie            | 1er juin 2017     | 15 juin 2017      |
| 59  | Juan Carlos Garrido               | Espagne            | 20 juin 2017      | 28 janvier 2019   |
| 60  | Youssef Safri (intérim.)          | Maroc              | 28 janvier 2019   | 30 janvier 2019   |
| 61  | Patrice Carteron                  | France             | 30 janvier 2019   | 10 novembre 2019  |
| -   | Jamal Sellami                     | Maroc              | 11 novembre 2019  | 6 avril 2021      |
| 62  | Mohamed Bekkari (intérim.)        | Maroc              | 6 avril 2021      | 13 avril 2021     |
| 63  | Lassaad Chabbi                    | Tunisie            | 13 avril 2021     | 9 novembre 2021   |
| 64  | Marc Wilmots                      | Belgique           | 11 novembre 2021  | 20 février 2022   |
| -   | Mohamed Bekkari (intérim.)        | Maroc              | 20 février 2022   | 28 février 2022   |
| -   | Rachid Taoussi                    | Maroc              | 28 février 2022   | 23 juin 2022      |
| 65  | Bouchaib El Moubarki (intérim.)   | Maroc              | 23 juin 2022      | 7 juillet 2022    |
| -   | Faouzi Benzarti                   | Tunisie            | 7 juillet 2022    | 21 septembre 2022 |
| 66  | Mondher Kebaier                   | Tunisie            | 24 septembre 2022 | 7 juin 2023       |
| 67  | Josef Zinnbauer                   | Allemagne          | 8 juin 2023       | 24 juillet 2024   |
| 68  | Rusmir Cviko                      | Bosnie-Herzégovine | 25 juillet 2024   | 27 septembre 2024 |
| 69  | Abdelkrim Jinani (intérim.)       | Maroc              | 27 septembre 2024 | 9 octobre 2024    |
| 70  | Ricardo Sá Pinto                  | Portugal           | 10 octobre 2024   | 20 décembre 2024  |
| 71  | Hafid Abdessadek (intérim.)       | Maroc              | 20 décembre 2024  | 4 février 2025    |
| -   | Lassaad Chabbi                    | Tunisie            | 5 février 2025    | -                 |
| Nº. | Entraîneur                        | Nationalité        | Début             | Fin               |

### Palmarès
| Entraîneurs          | Période                                     | Botola     | Coupe du trône | Ligue des champions | Coupe de la CAF / CC | Supercoupe | Ligue des champions arabes | Afro-asiatique | Coupe nord-africaine | Total |
| -------------------- | ------------------------------------------- | ---------- | -------------- | ------------------- | -------------------- | ---------- | -------------------------- | -------------- | -------------------- | ----- |
| Oscar Fulloné        | 1998-2000, 2005-2006                        | 1999, 2000 | 0              | 1999                | 0                    | 2000       | 2006                       | 1998           | 0                    | 6     |
| M'hamed Fakhir       | 1992, 1996, 2010-2011, 2012-2013, 2016-2017 | 2011, 2013 | 1996, 2012     | 0                   | 0                    | 0          | 0                          | 0              | 0                    | 4     |
| Josef Zinnbauer      | 2023-2024                                   | 2024       | 2024           | 0                   | 0                    | 0          | 0                          | 0              | 0                    | 2     |
| Lassaad Chabbi       | 2021                                        | 0          | 0              | 0                   | 2021                 | 0          | 2021                       | 0              | 0                    | 2     |
| Juan Carlos Garrido  | 2017-2019                                   | 0          | 2017           | 0                   | 2018                 | 0          | 0                          | 0              | 0                    | 2     |
| Henri Michel         | 2003-2004, 2010                             | 0          | 2002           | 0                   | 2003                 | 0          | 0                          | 0              | 0                    | 2     |
| Alexandru Moldovan   | 1996-1997, 2000-2001, 2005                  | 1997       | 2005           | 0                   | 0                    | 0          | 0                          | 0              | 0                    | 2     |
| Vahid Halilhodžić    | 1997-1998                                   | 1998       | 0              | 1997                | 0                    | 0          | 0                          | 0              | 0                    | 2     |
| Mohamed Tibari       | 1973-1975, 1981-1982                        | 0          | 1974, 1982     | 0                   | 0                    | 0          | 0                          | 0              | 0                    | 2     |
| Jamal Sellami        | 2019-2021                                   | 2020       | 0              | 0                   | 0                    | 0          | 0                          | 0              | 0                    | 1     |
| Patrice Carteron     | 2019                                        | 0          | 0              | 0                   | 0                    | 2019       | 0                          | 0              | 0                    | 1     |
| Ruud Krol            | 2015                                        | 0          | 0              | 0                   | 0                    | 0          | 0                          | 0              | 2015                 | 1     |
| José Romão           | 2008-2009, 2009-2010, 2014-2015             | 2009       | 0              | 0                   | 0                    | 0          | 0                          | 0              | 0                    | 1     |
| Acácio Casimiro (en) | 2004                                        | 2004       | 0              | 0                   | 0                    | 0          | 0                          | 0              | 0                    | 1     |
| Silvester Takač      | 2001                                        | 2001       | 0              | 0                   | 0                    | 0          | 0                          | 0              | 0                    | 1     |
| Ievgueni Rogov       | 1995-1996                                   | 1996       | 0              | 0                   | 0                    | 0          | 0                          | 0              | 0                    | 1     |
| Rabah Saâdane        | 1988-1990, 1996                             | 0          | 0              | 1989                | 0                    | 0          | 0                          | 0              | 0                    | 1     |
| Fernando Cabrita     | 1987-1988, 1990-1991                        | 1988       | 0              | 0                   | 0                    | 0          | 0                          | 0              | 0                    | 1     |
| Iva Tachkov          | 1976-1978, 1983-1984                        | 0          | 1977           | 0                   | 0                    | 0          | 0                          | 0              | 0                    | 1     |

## Assistants

### Entraîneurs-adjoints

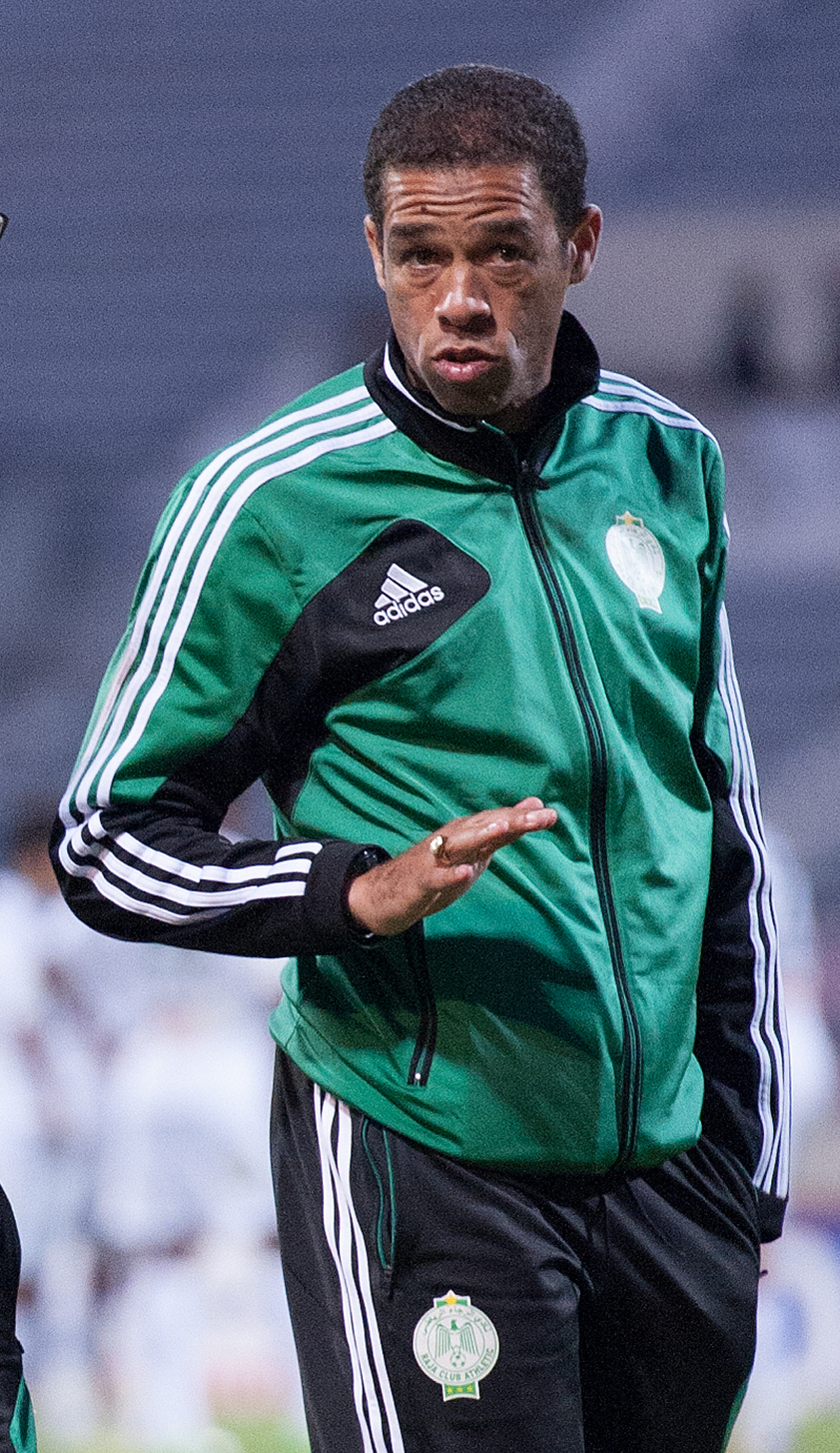
Hafid Abdessadek, joueur du Raja entre 1997 et 2002, a été entraîneur-adjoint deux fois, entre 2012 et 2014, et entre 2016 et 2017.

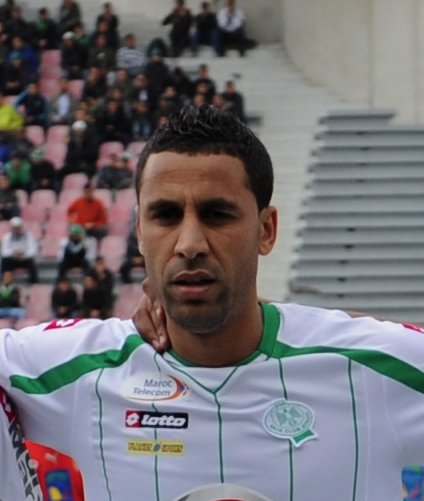
Hicham Aboucherouane, un des meilleurs attaquants de l'histoire du club, a occupé la fonction d'entraîneur-adjoint entre août et novembre 2021.

| Entraîneur-adjoint   | Nationalité       | Début          | Fin            |
| -------------------- | ----------------- | -------------- | -------------- |
| Abdelkader Jalal     | Maroc             | 1956           | 1968           |
| Mohamed Roudani      | Maroc             | 1973           | 1975           |
| Houmane Jarir        | Maroc             | 1976           | 1978           |
| Aziz Kebbaj          | Maroc             | 1978           | 1980           |
| P'tit Omar           | Maroc             | 1980           | 1984           |
| Hassan Hormat Allah  | Maroc             | 1984           | 1985           |
| M'hamed Fakhir       | Maroc             | 1985           | 1986           |
| Houmane Jarir        | Maroc             | 1986           | 1990           |
| Hamid Bouchetta      | Maroc             | 1990           | 1995           |
| M'hamed Fakhir       | Maroc             | 1995           | 1996           |
| Mohamed Ammari       | Maroc             | 1996           | 1998           |
| Fathi Jamal          | Maroc             | 1998           | 2000           |
| Mohamed Nejmi        | Maroc             | 2000           | 2002           |
| Mohamed Madih        | Maroc             | 2002           | 2003           |
| Hamid Bouchetta      | Maroc             | 2003           | 2004           |
| Mohamed Madih        | Maroc             | 2004           | juin 2005      |
| Jamal Sellami        | Maroc             | juin 2005      | décembre 2006  |
| Hicham Jadrane (en)  | Maroc             | décembre 2006  | juin 2007      |
| Jamal Sellami        | Maroc             | juin 2007      | mai 2008       |
| Hajry Redouane       | Maroc             | mai 2008       | juin 2010      |
| Hamid Bouchetta      | Maroc             | juin 2010      | octobre 2010   |
| Abdellatif Jrindou   | Maroc             | octobre 2010   | juin 2012      |
| Hafid Abdessadek     | Maroc             | juin 2012      | juin 2014      |
| Hilal Et-Tair        | Maroc             | juin 2014      | septembre 2014 |
| Hajry Redouane       | Maroc             | septembre 2014 | juin 2015      |
| Talal El Karkouri    | Maroc             | juin 2015      | novembre 2015  |
| Aziz El Khayati      | Maroc             | novembre 2015  | juillet 2016   |
| Hafid Abdessadek     | Maroc             | août 2016      | juin 2017      |
| Mohammed Adil Erradi | Maroc             | juin 2017      | mai 2018       |
| Youssef Safri        | Maroc             | mai 2018       | juin 2019      |
| Tala El Karkouri     | Maroc             | juin 2019      | novembre 2019  |
| Youssef Safri        | Maroc             | novembre 2019  | novembre 2020  |
| Mohamed Bekkari      | Maroc             | décembre 2020  | août 2021      |
| Hicham Aboucherouane | Maroc             | août 2021      | novembre 2021  |
| Luigi Pieroni        | Belgique          | novembre 2021  | février 2022   |
| Mohamed Bekkari      | Maroc             | février 2022   | juin 2022      |
| Patrick De Wilde     | Belgique          | juin 2022      | juillet 2022   |
| Imed Ben Younes      | Tunisie           | juillet 2022   | septembre 2022 |
| Khaled Mouelhi       | Tunisie           | septembre 2022 | juin 2023      |
| Fadlu Davids         | Afrique du Sud    | juin 2023      | juillet 2024   |
| Jugoslav Trenchovski | Macédoine du Nord | juillet 2024   | septembre 2024 |
| Paulo Correia        | Portugal          | octobre 2024   | novembre 2024  |
| Nuno Morais          | Portugal          | novembre 2024  | décembre 2024  |
| Khaled Mouelhi       | Tunisie           | février 2025   | -              |

### Préparateurs physiques

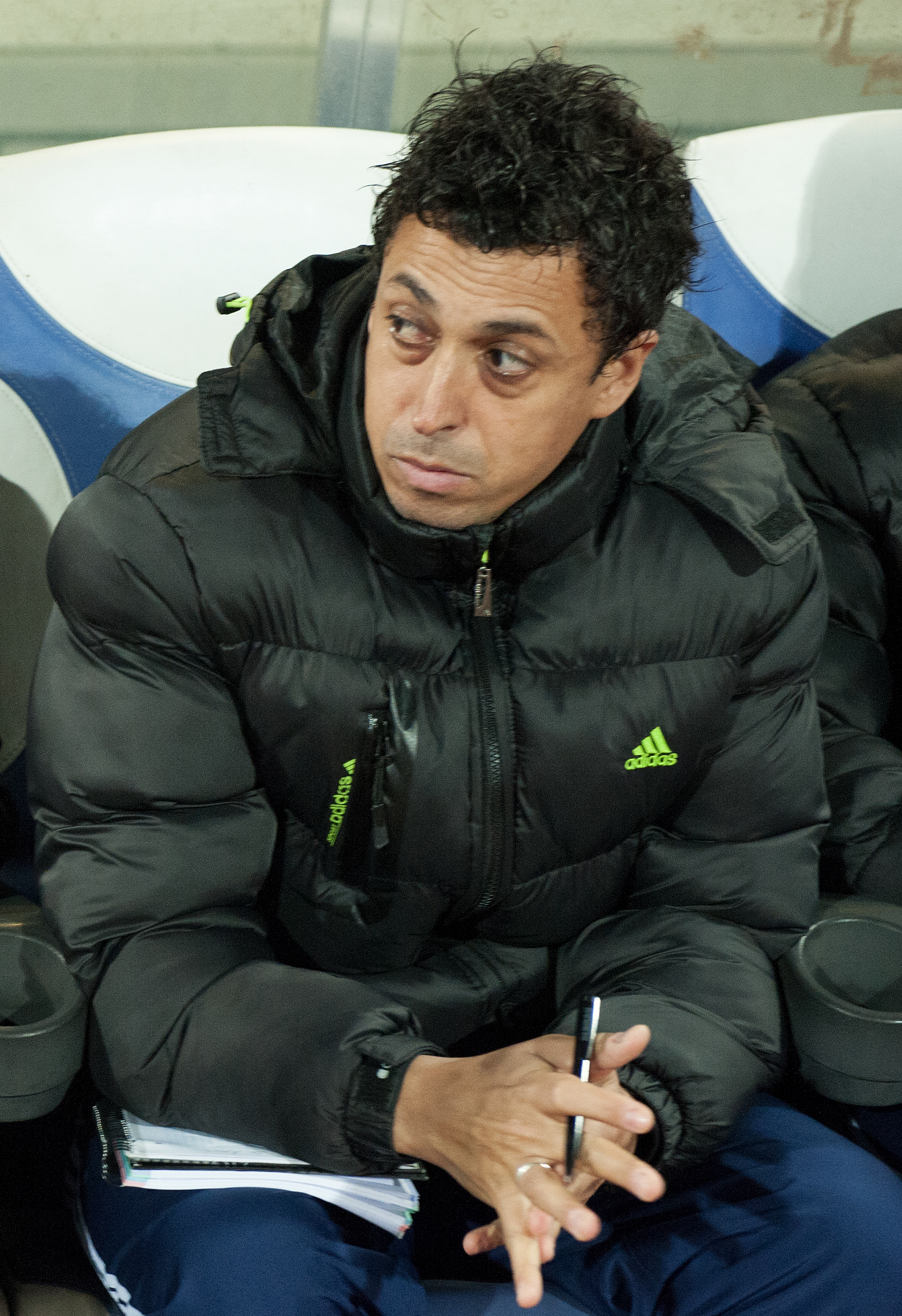
Hilal Et-Tair a occupé plusieurs fonctions au sein du Raja ; entraîneur-adjoint (2014), préparateur physique (2008-2010) et (2012-2014) et directeur sportif (2016-2017).

| Préparateur physique      | Nationalité | Début          | Fin            |
| ------------------------- | ----------- | -------------- | -------------- |
| Hamid Bouchetta           | Maroc       | 1988           | 2000           |
| Hamid Bouchetta           | Maroc       | 2002           | novembre 2006  |
| Hilal Et-Tair             | Maroc       | juin 2007      | juin 2010      |
| Jaâfar Aatifi             | Maroc       | juin 2010      | juin 2012      |
| Hilal Et-Tair             | Maroc       | juin 2012      | septembre 2014 |
| Antonio Ferreira Da Silva | Portugal    | septembre 2014 | mai 2015       |
| Mehdi Merzouki            | Tunisie     | juin 2015      | décembre 2015  |
| Abdeljabbar Moutaqi       | Maroc       | décembre 2015  | juillet 2016   |
| Mouad Limni               | Maroc       | août 2016      | juin 2017      |
| Diego Megías              | Espagne     | juin 2017      | janvier 2019   |
| Behlow Ezekiel Jimmy      | Madagascar  | janvier 2019   | novembre 2019  |
| Jawad Sabri               | Maroc       | novembre 2019  | avril 2021     |
| Omar Benounis             | Tunisie     | avril 2021     | novembre 2021  |
| Othmane Razouk            | Maroc       | novembre 2021  | juillet 2022   |
| Majdi Essafi              | Tunisie     | juillet 2022   | juillet 2023   |
| William Salvadori         | France      | août 2023      | décembre 2023  |
| Omar Benounis             | Tunisie     | décembre 2023  | octobre 2024   |
| Diogo de Carvalho         | Portugal    | octobre 2024   | décembre 2024  |
| Abdeljabbar Moutaqi       | Maroc       | janvier 2025   | juin 2025      |
| Lotfi Merzouk             | Maroc       | juillet 2025   | -              |

### Entraîneurs des gardiens

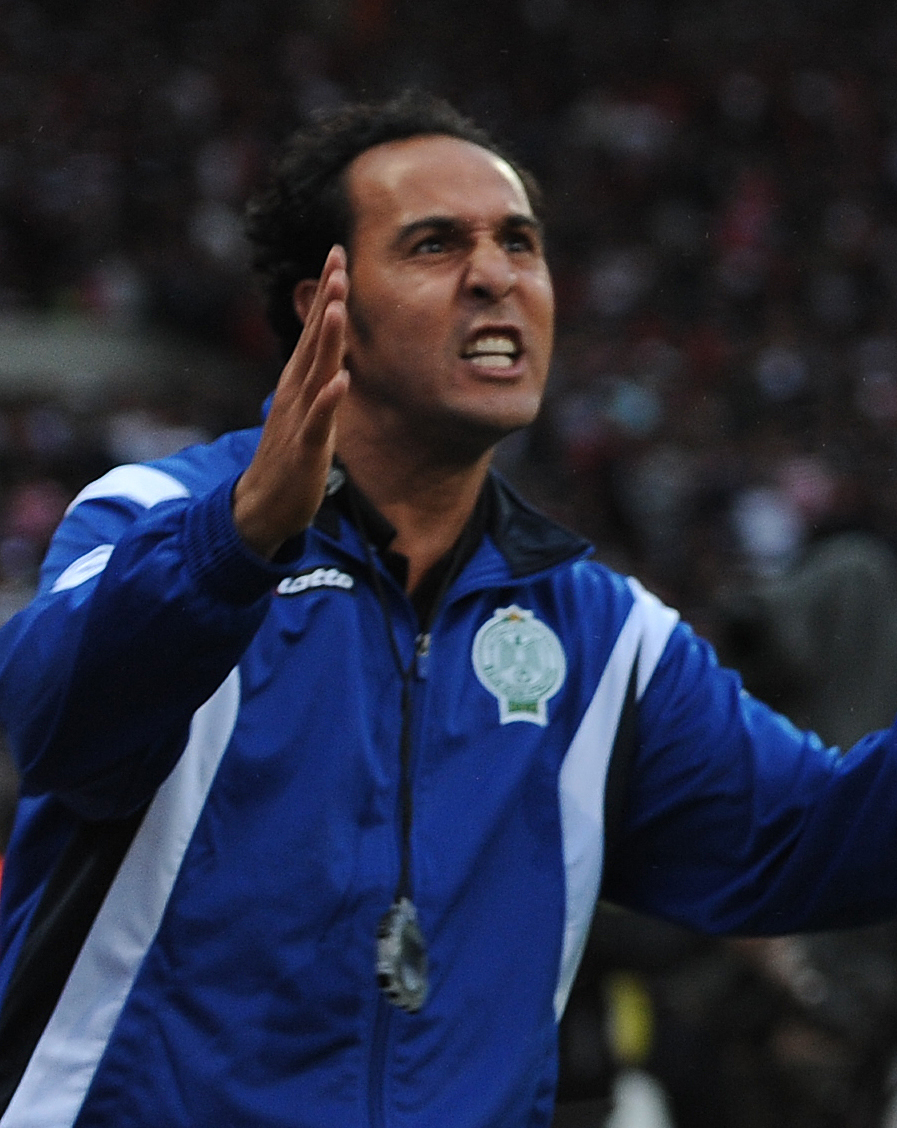
Mustapha Chadli, troisième joueur le plus titré de l'histoire du Raja, a été l'entraîneur des gardiens deux fois, entre 2012 et 2014, et entre 2016 et 2017.

| Entraîneurs des gardiens | Nationalité        | Début          | Fin            |
| ------------------------ | ------------------ | -------------- | -------------- |
| Saïd Dghay               | Maroc              | 2001           | 2006           |
| Abderahim Bentabet       | Maroc              | 2006           | juin 2009      |
| Najib Mokhles            | Maroc              | juin 2009      | juin 2010      |
| Mustapha Toutia          | Maroc              | juin 2010      | juin 2012      |
| Mustapha Chadli          | Maroc              | juin 2012      | juin 2014      |
| Ahmed El Aynine          | Maroc              | juin 2014      | juin 2015      |
| Tarik Jarmouni           | Maroc              | juin 2015      | juillet 2016   |
| Mustapha Chadli          | Maroc              | août 2016      | juin 2017      |
| Ahmed El Aynine          | Maroc              | juin 2017      | août 2021      |
| Saïd Dghay               | Maroc              | août 2021      | septembre 2022 |
| Hassen Béjaoui           | Tunisie            | septembre 2022 | juin 2023      |
| Stephan Loboué           | Côte d'Ivoire      | juin 2023      | juin 2024      |
| Asmir Somun              | Bosnie-Herzégovine | juillet 2024   | septembre 2024 |
| Georgios Skiathitis      | Portugal           | octobre 2024   | décembre 2024  |
| Saïd Dghay               | Maroc              | janvier 2025   | juillet 2025   |
| Issam Trabelsi           | Tunisie            | juillet 2025   | -              |

### Médecins

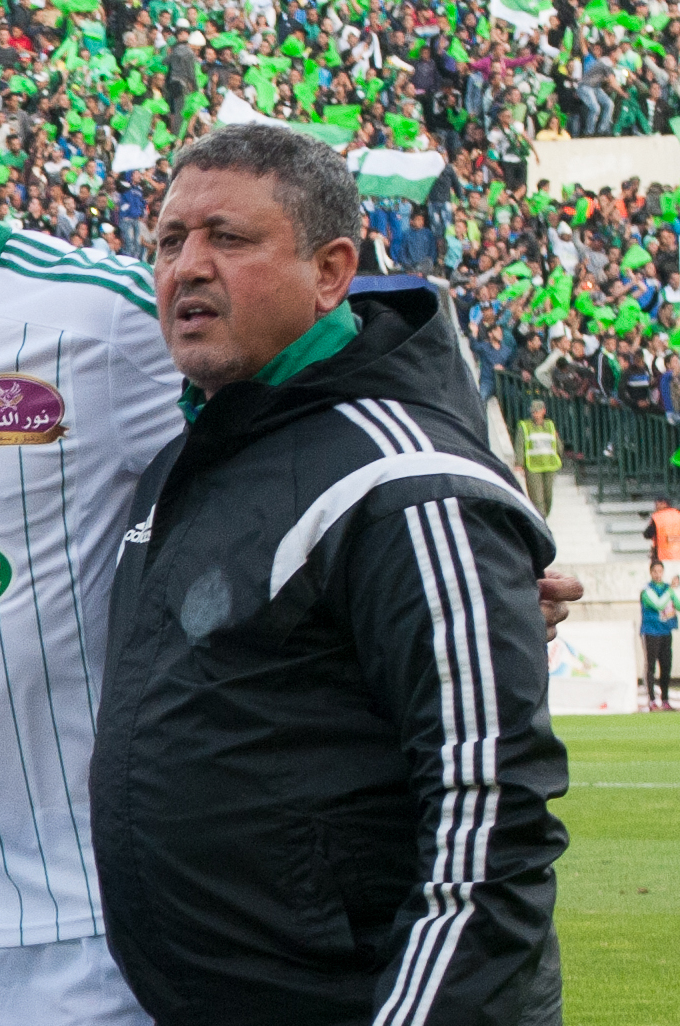
Mustapha El Bahlioui, joueur du Raja entre 1982 et 1983, il a été le médecin principal de l'équipe première pendant plus de dix ans.

| Médecin                  | Nationalité | Début          | Fin            |
| ------------------------ | ----------- | -------------- | -------------- |
| Dr. Abdelkarim Benabaji  | Maroc       | 1964           | 1969           |
| Dr. Abdeljalil Lahrably  | Maroc       | 1969           | 1974           |
| Dr. Belgnaoui            | Maroc       | 1974           | 1976           |
| Dr. Orado                | Italie      | 1976           | 1978           |
| Dr. Mustapha El Bahlioui | Maroc       | 1994           | 1999           |
| Dr. Mohamed Atik         | Maroc       | 1999           | décembre 2005  |
| Dr. Mohamed El Arsi      | Maroc       | 2005           | 2007           |
| Dr. Mohamed Atik         | Maroc       | 2007           | septembre 2012 |
| Dr. Mustapha El Bahlioui | Maroc       | septembre 2012 | mars 2013      |
| Dr. Abderrahim Rahib     | Maroc       | mars 2013      | février 2014   |
| Dr. Mustapha El Bahlioui | Maroc       | février 2014   | septembre 2015 |
| Dr. Mohamed Abbour       | Maroc       | septembre 2015 | décembre 2015  |
| Dr. Abdellah Tayeb       | Maroc       | décembre 2015  | décembre 2017  |
| Dr. Mustapha El Bahlioui | Maroc       | janvier 2018   | juillet 2018   |
| Dr. Abdellah Tayeb       | Maroc       | juillet 2018   | juin 2019      |
| Dr. Fouad Jinayni        | Maroc       | juin 2019      | février 2020   |
| Dr. Hakim Ait Lahcen     | Maroc       | février 2020   | -              |

## Directeurs sportifs

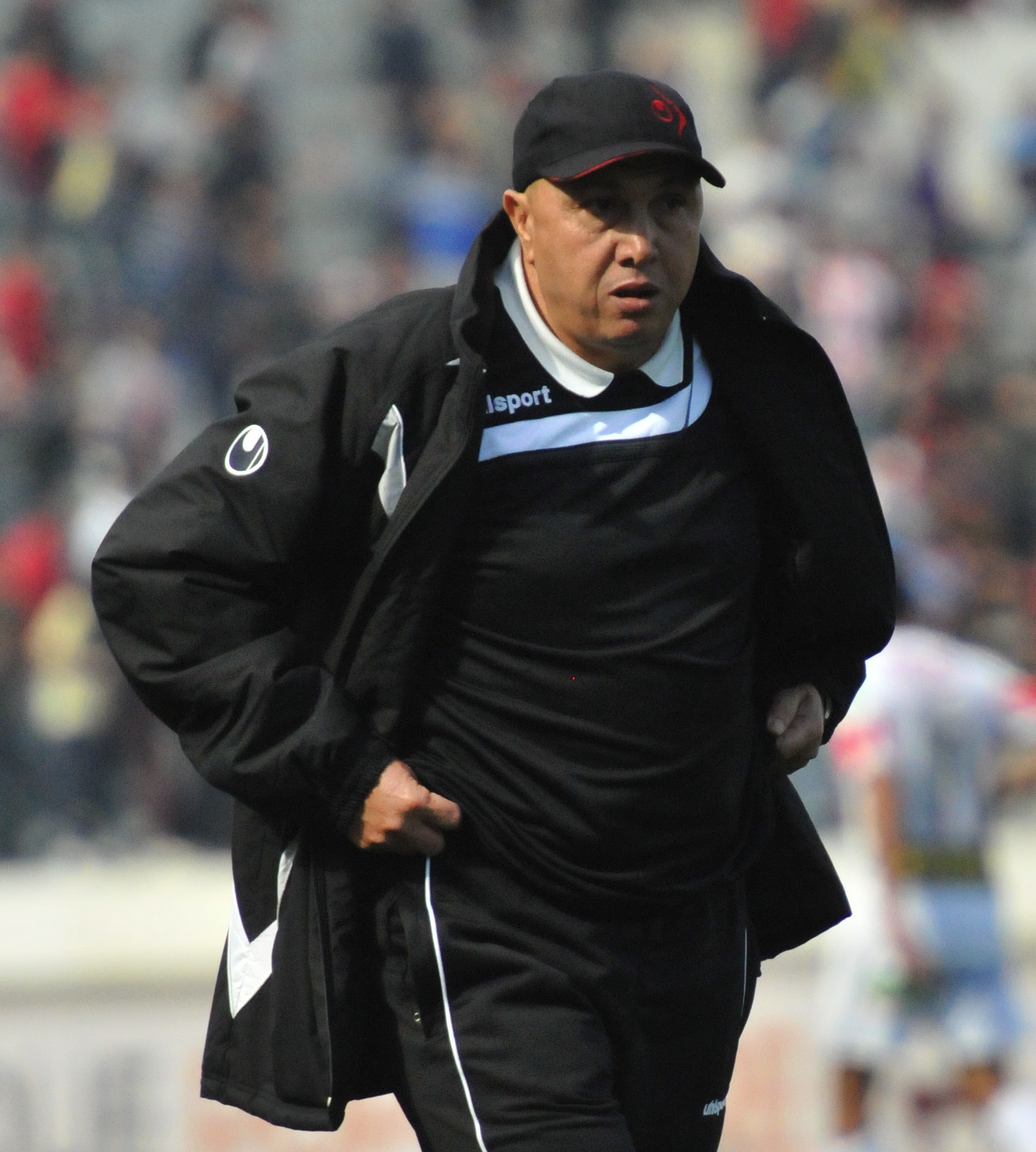
Joueur du Raja entre 1987 et 1992, et en plus d'avoir occupé le poste d'entraîneur à plusieurs occasions à titre intérimaire, Fathi Jamal s'est chargé de la direction sportive à deux reprises, entre 1999 et 2001, et entre 2018 et 2019.

Le directeur sportif fixe la politique sportive générale du club en coordination avec ses objectifs et ses ressources, et représente le point de jonction entre la direction, l'entraîneur et les joueurs. Au Maroc, ce poste a longtemps été, dénommé 'directeur technique', mais les spécificités du poste restent relativement similaires.

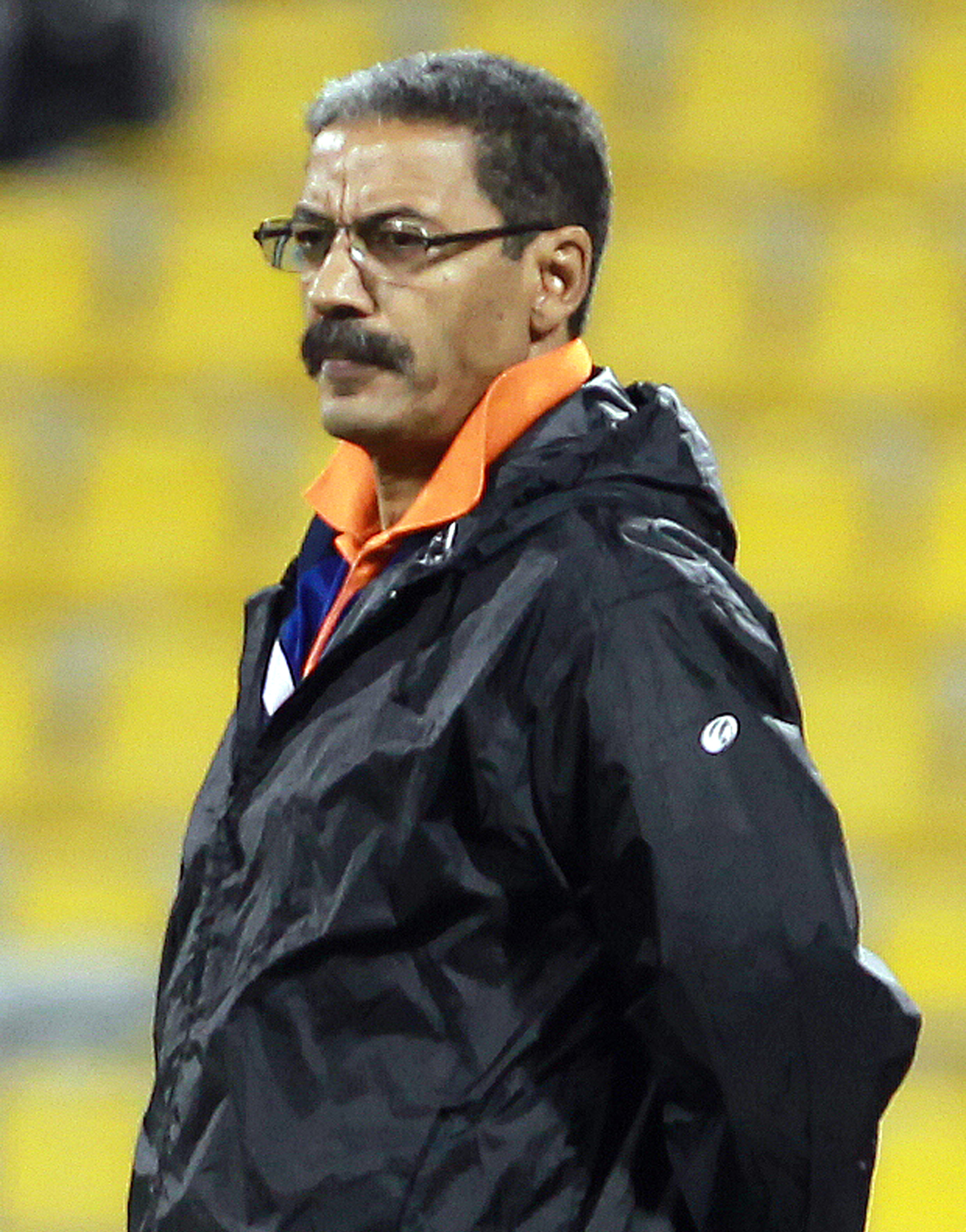
Après avoir été entraîneur du Raja brièvement en 1986, Hassan Hormat Allah se charge de la direction sportive et de la formation entre 2012 et 2014.

Le premier à occuper ce poste au Raja fut Mohamed Naoui en 1949, qui était également entraineur-joueur jusqu'en 1953. À partir de 1954, il se contentera de sa fonction de directeur technique jusqu'en 1956.
| Nº. | Directeur sportif                         | Nationalité | Début          | Fin             |
| --- | ----------------------------------------- | ----------- | -------------- | --------------- |
| 1   | Mohamed Naoui                             | Maroc       | 20 mars 1949   | septembre 1956  |
| 2   | Boujemaâ Kadri                            | Maroc       | 1961           | 1975            |
| 3   | Abdelkader Jalal                          | Maroc       | 1975           | 1984            |
| 4   | Houmane Jarir                             | Maroc       | 1984           | 1994            |
| 5   | M'hamed Fakhir                            | Maroc       | 1994           | 1999            |
| 6   | Fathi Jamal                               | Maroc       | 1999           | 2001            |
| 7   | Abderrahman Slimani                       | Maroc       | 2001           | 2003            |
| 8   | Mohamed Nejmi                             | Maroc       | 2003           | 2005            |
| 9   | Abdellah Settati                          | Maroc       | 2005           | novembre 2006   |
| -   | Mohamed Nejmi                             | Maroc       | décembre 2006  | juin 2007       |
| 10  | Mohamed Madih                             | Maroc       | juillet 2008   | juillet 2009    |
| 11  | Youssef Rossi (conseiller technique)      | Maroc       | août 2009      | septembre 2011  |
| 12  | Salaheddine Bassir (conseiller technique) | Maroc       | août 2009      | septembre 2011  |
| 13  | Abdelmajid Dolmy (conseiller technique)   | Maroc       | août 2009      | 27 juillet 2017 |
| -   | Youssef Rossi                             | Maroc       | septembre 2011 | juin 2012       |
| 14  | Hassan Hormat Allah                       | Maroc       | septembre 2012 | septembre 2014  |
| -   | Youssef Rossi                             | Maroc       | octobre 2014   | juillet 2016    |
| 15  | Hilal Et-Tair                             | Maroc       | juillet 2016   | mai 2017        |
| -   | Mohamed Nejmi                             | Maroc       | mai 2017       | mai 2018        |
| -   | Fathi Jamal                               | Maroc       | mai 2018       | octobre 2019    |
| 16  | Hajry Redouane                            | Maroc       | octobre 2019   | septembre 2021  |
| 17  | Patrick De Wilde                          | Belgique    | septembre 2021 | juin 2022       |
| 18  | Aziz El Amri (manager général)            | Maroc       | février 2022   | juin 2022       |
| 19  | Mohamed Madih                             | Maroc       | septembre 2023 | juin 2025       |
| 20  | Sébastien Sommacal                        | France      | juillet 2025   | -               |

## Directeurs de la formation

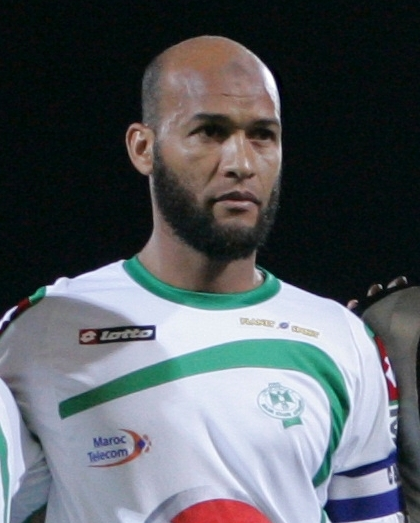
Abdellatif Jrindou, deuxième joueur le plus titré de l'histoire du Raja, a été directeur de formation entre mars et septembre 2021.

Le directeur de la formation se charge du recrutement, l'encadrement et le suivi des jeunes footballeurs en coordination avec leurs entraîneurs et le directeur sportif. À de nombreuses occasions au Raja CA, les fonctions de directeur sportif et de la formation ont été assurés par la même personne.
| Nº. | Directeurs de la formation | Nationalité | Début          | Fin            |
| --- | -------------------------- | ----------- | -------------- | -------------- |
| 1   | Abdelkader Jalal           | Maroc       | 1954           | 23 mai 1989    |
| 2   | Mohamed Nejmi              | Maroc       | 1990           | juillet 2005   |
| 3   | Abderrahman Slimani        | Maroc       | juillet 2005   | mai 2008       |
| 4   | Adil Matni                 | Maroc       | juin 2009      | janvier 2011   |
| 5   | Abdelhak Ghandour          | Maroc       | janvier 2011   | août 2011      |
| 6   | Mohamed Mounîim            | Maroc       | septembre 2011 | juillet 2012   |
| 7   | Hassan Hormat Allah        | Maroc       | septembre 2012 | septembre 2014 |
| 8   | Hilal Et-tair              | Maroc       | juillet 2016   | mai 2017       |
| -   | Mohamed Nejmi              | Maroc       | mai 2017       | mai 2018       |
| 9   | Fathi Jamal                | Maroc       | mai 2018       | octobre 2019   |
| 10  | Hajry Redouane             | Maroc       | octobre 2019   | mars 2021      |
| 11  | Abdellatif Jrindou         | Maroc       | mars 2021      | septembre 2021 |
| -   | Hajry Redouane             | Maroc       | septembre 2021 | juin 2022      |
| 12  | Patrick De Wilde           | Belgique    | juin 2022      | avril 2023     |
| 13  | Hicham Aboucherouane       | Maroc       | août 2023      | septembre 2024 |
| 14  | Jean-Marc Nobilo           | France      | septembre 2024 | -              |